# Rabis
Rabis ist ein Ortsteil der Gemeinde Schlöben im Saale-Holzland-Kreis in Thüringen.

## Geografie
Rabis liegt am Fuß des Südhangs vom Bergstock Wöllmisse nahe der Landesstraße 1075 von Jena Richtung Schöngleina-Bürgel. Nördlich befindet sich auf dem
Bergstock die Burgstelle Burgrabis. Der landwirtschaftlich geprägte Ort arbeitet mit den Nachbarorten Zöttnitz, Mennewitz und Schlöben zusammen.

## Geschichte
Die urkundliche Ersterwähnung von Rabis ist 1236 erfolgt.
Neben dem Rittergut gab es in dem Dorf einen Freihof, auf dem oft die Besitzer wechselten. Der Ortsteil Burgrabis, auch Luftschiff genannt, gehört auch zum Ort. Dort oben auf der Wöllmisse gab es einst drei Gehöfte, eines davon war die namensgebende Gastwirtschaft "Luftschiff". 1966 teilte man die Schließung der Gaststätte mit.
In den Jahren 1776/77 wurde die Dorfkirche Rabis errichtet.
Der Ort war und ist landwirtschaftlich geprägt. Heute arbeiten die Nachbardörfer eng zusammen.
Die Familie von Heßler war viele Jahre Besitzer des im Ort gelegenen Rittergutes. Ihr folgte u. a. die Familie von Hardenberg mit ihrem bekanntesten Vertreter Novalis, der im benachbarten Schlöben aufwuchs.

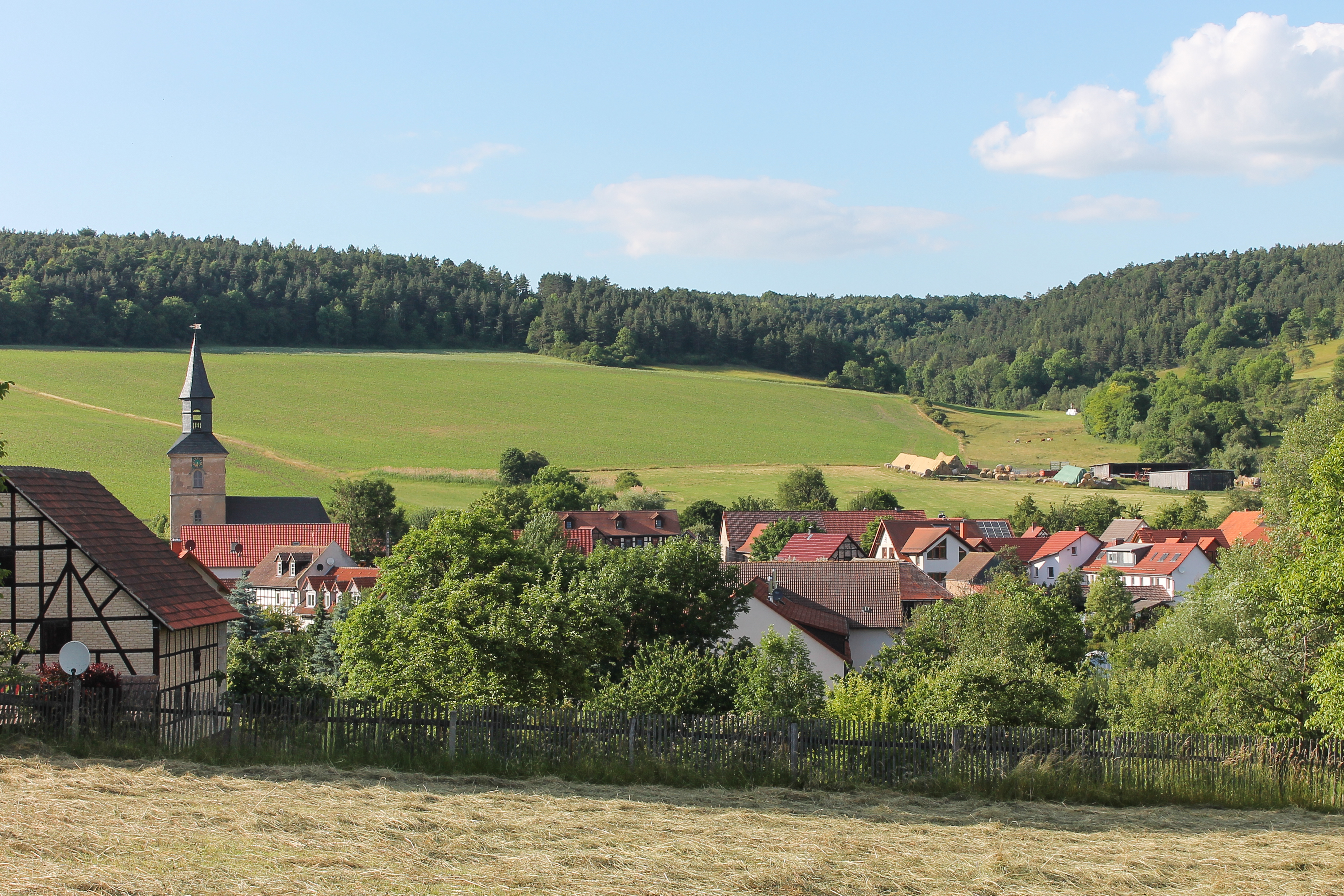
Blick auf den Ort
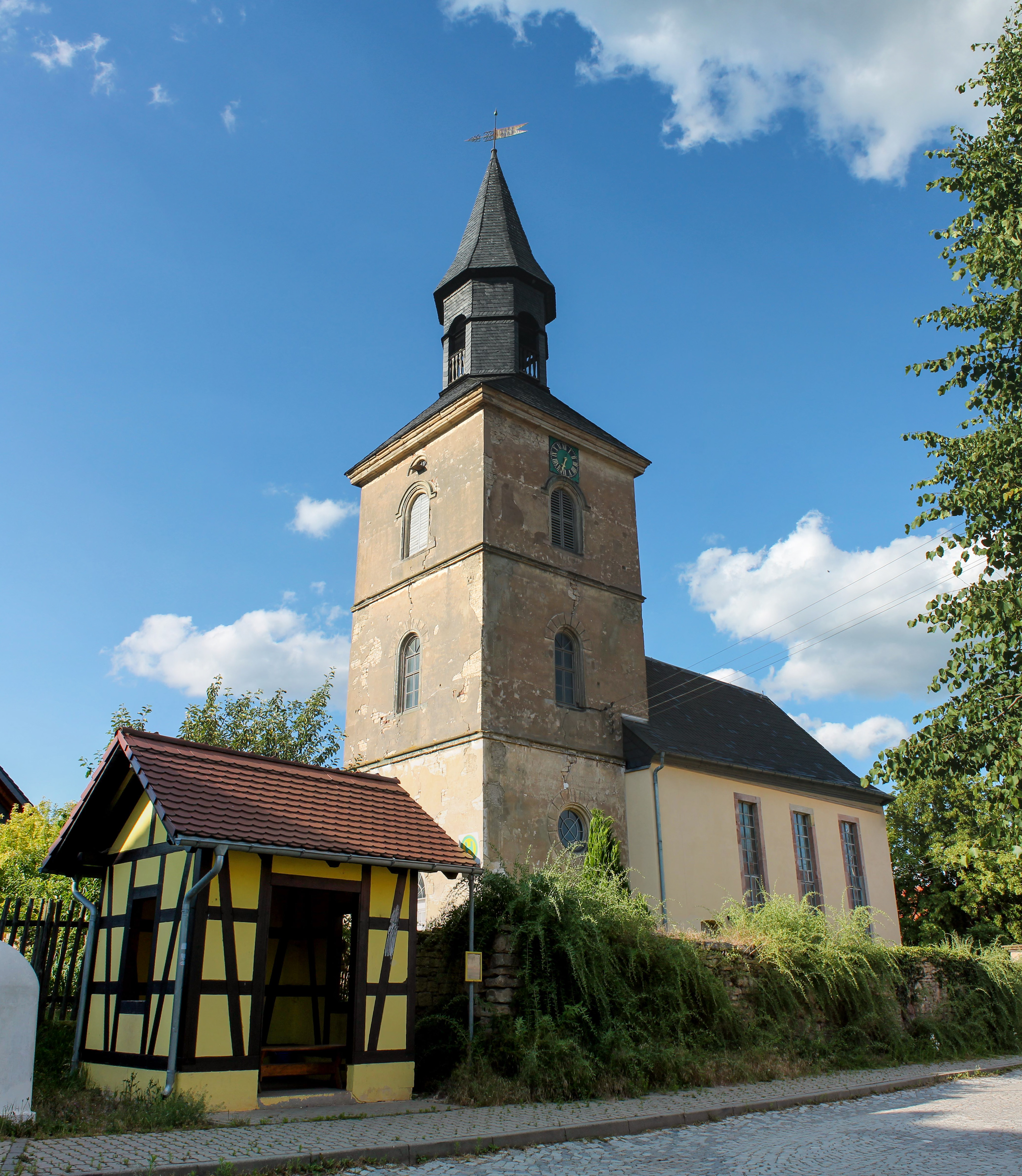
Kirche
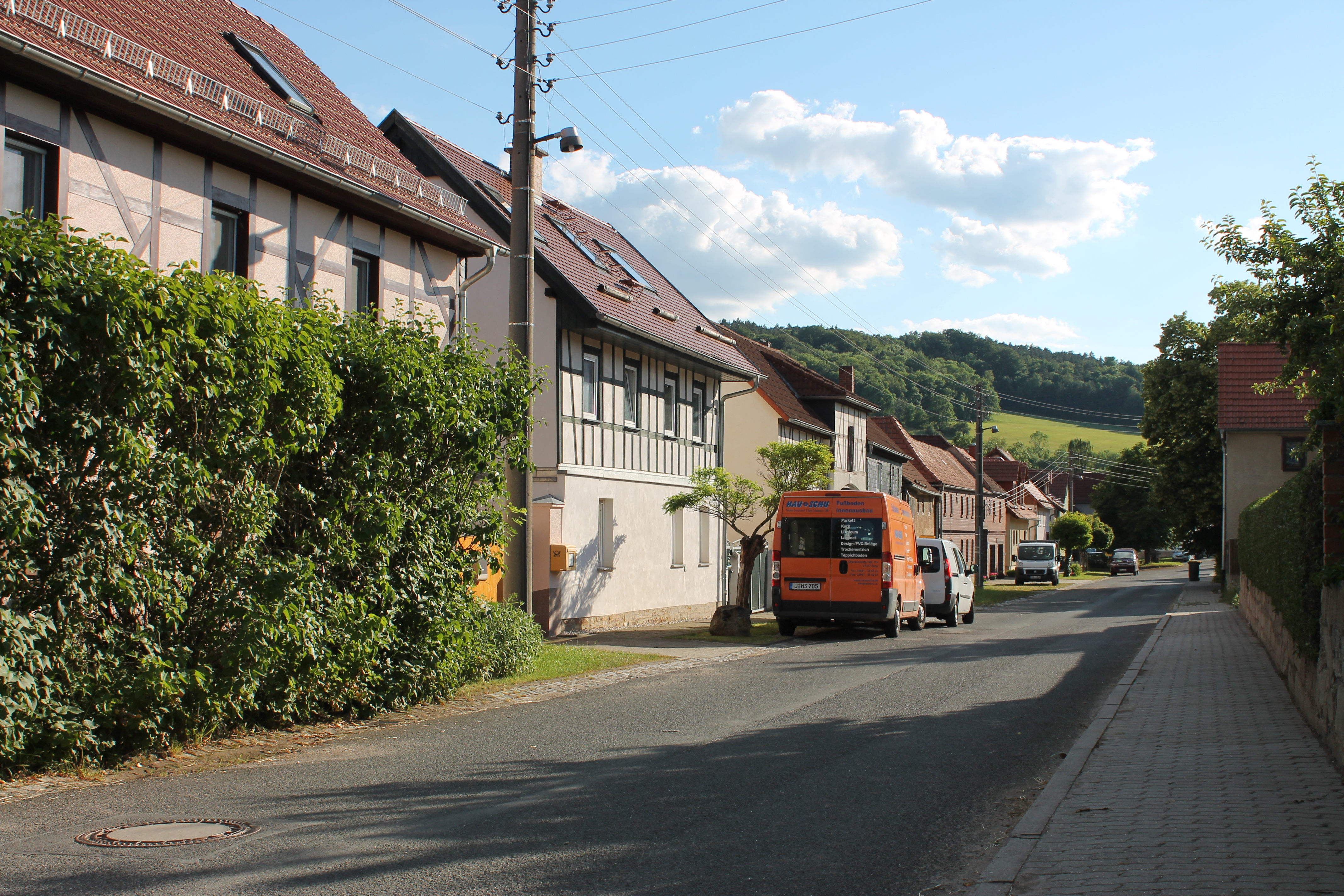
Ortsdurchfahrt
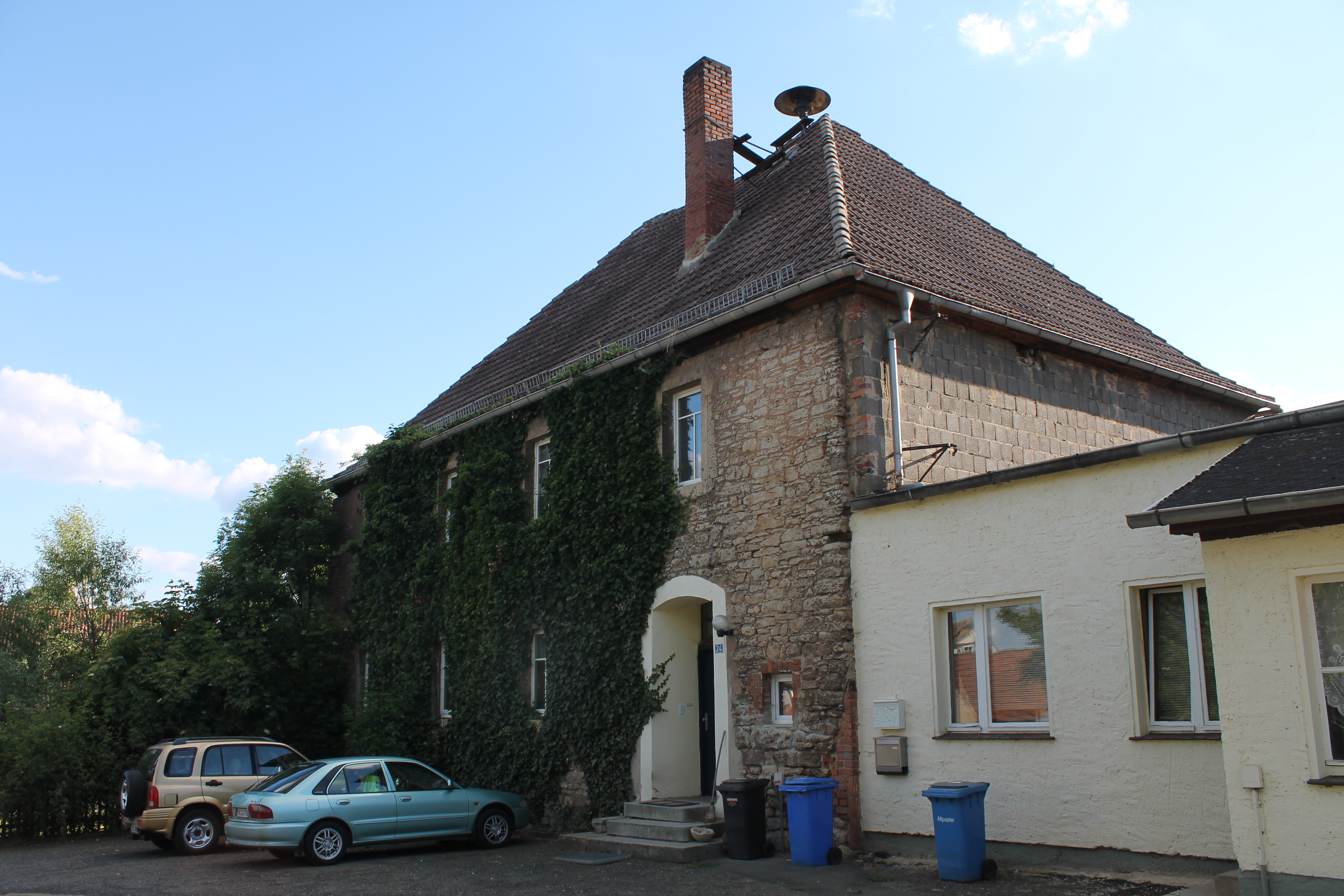
Historisches Gebäude